# Ognjen Jaramaz
Ognjen Jaramaz (en serbe : Огњен Јарамаз), né le 1er septembre 1995, à Kruševac, en République fédérale de Yougoslavie, est un joueur serbe de basket-ball. Il évolue aux postes de meneur et d'arrière. Son frère Nemanja est également basketteur.

## Carrière
En juillet 2021, Jaramaz s'engage pour trois saisons avec le Bayern Munich.

## Palmarès
- Coupe de Serbie 2016, 2020
- MVP de la Coupe de Serbie 2020
- 3e du championnat d'Europe des 20 ans et moins 2014
- Champion d'Europe des 20 ans et moins 2015